# Карнатка бліда
Карнатка бліда (Spizella pallida) — вид горобцеподібних птахів родини Passerellidae. Поширений в Північній Америці.

## Поширення
Мешкає в західній і південній частинах Канади та на півночі та в центральній частині США. Взимку він мігрує на південь півострова Нижня Каліфорнія, до південного Техасу та більшої частини Мексики. Іноді його реєстрували на півдні Мексики, у Гватемалі та на Антильських островах. Віддає перевагу посушливим і напівпосушливим лукам і посівним полям; також пустелі з кущами і в парках. Під час міграції та зимівлі цей птах часто відвідує прибережні зарості, солонуваті болота та чагарники.

## Опис
Довжина цього птаха становить від 12 до 13,5 см. Доросла особина має бежевий верх з чорними смугами на спині, коричневий або бежевий круп. Голова має білу смужку на верхній частині, широкі брови та білуваті вуса, коричневі щоки, обмежені тонкими чорними лініями, блідий колір і сіру потилицю, що контрастує зі спиною. Молодняк має дуже схоже оперення, але з тонкими смугами на грудях і менш чіткими візерунками на голові.